# УАЗ-450
УАЗ-450 («Буханка») — советский малотоннажный развозной автомобиль, серийно производившийся на Ульяновском автомобильном заводе с 1958 по 1965 год.
УАЗ-450 — первая самостоятельная серийная модель автозавода. Создан на узлах и агрегатах ГАЗ-69, но с двигателем увеличенного рабочего объёма. К 1965 году, когда начался выпуск нового семейства автомобилей — УАЗ-452, из ворот завода вышло 55319 автомобилей УАЗ-450 различных модификаций.

## История
Весной 1955 года конструкторам Ульяновского автозавода поступило задание спроектировать автомобиль на шасси ГАЗ-69 грузоподъемностью более 750 кг. Первые автомобили оснащались двигателем рабочим объёмом 2,1 литров и мощностью 52 лошадиных сил. Автором эскиза был Владимир Арямов.
Характерной чертой этой серии являлось отсутствие задней боковой двери, со стороны пассажира (кроме модификации 450В): загрузка грузов или посадка пассажиров осуществлялась через задние двери, а на опытных образцах и серийных машинах первых выпусков (с 1958 по 1960 годы) боковые передние двери открывались против движения. Сбоку, позади водителя, была ниша под запасное колесо и на задней двери отсутствовал фонарь заднего хода.
Автомобиль имел вагонную компоновку с кузовом типа фургон и полный привод. Выпускался до 1965 года. В 1965 году его сменил УАЗ-452. С последним, несмотря на внешнее сходство, конструктивно не имеет почти ничего общего.

## Модификации
- УАЗ-450 — Цельнометаллический фургон.
- УАЗ-450А — Санитарный.
- УАЗ-450Б — Штабной микроавтобус.
- УАЗ-450В — Микроавтобус.
- УАЗ-450Д — Грузовик (бортовой) с двухместной кабиной и деревянным кузовом.
- УАЗ-450И — Опытный микроавтобус, созданный на базе УАЗ-450В, предназначался для доставки горячей пищи работающим в поле механизаторам.
- УАЗ-450ИО-1 и УАЗ-450ИО-2 — Машины, предназначенные для работы в животноводстве. Аббревиатура ИО расшифровывалась как «искусственное осеменение».
- УАЗ-450П — Экспериментальный седельный тягач с полуприцепом УАЗ-752.
- УАЗ-450ЭМ — Электромобиль для Аэрофлота.